# Ardente/E tu mai
Ardente/E tu mai è un singolo della cantante italiana Iva Zanicchi, pubblicato su vinile a 45 giri nel 1981.

## Tracce
Lato A
- Ardente - 4:06 - (Cristiano Malgioglio - Corrado Castellari)

Lato B
- E tu mai - 3:30 - (S. Scandolara - Adelmo Fornaciari)